# Dachi-Dorjo Itigilov
Le 12e pandito khambo lama Dachi-Dorjo Itigilov (en russe : Даши-Доржо Итигэлов) (1852-1927) est un moine bouddhiste bouriate. Il fut une personnalité importante du monde religieux en Russie avant la révolution d'Octobre, et le supérieur du monastère d’Ivolginsk dans la steppe bouriate où sa momie est exposée sept jours par an depuis 2002.

## Biographie
Itigilov naît en 1852 en Bouriatie et commence son éducation religieuse à l'âge de 16 ans. Il étudie à l'Anninsky Datsan (une université bouddhiste bouriate, aujourd’hui en ruine), où il obtient des diplômes de médecine et de philosophie. C’est à cette période qu’il écrit une encyclopédie de pharmacologie.
En 1911, il est nommé 12e Chambo Lama (chef spirituel des bouddhistes russes) ; sa nomination inaugure une période de renaissance bouddhiste parmi les Bouriates.
Entre 1913 et 1917, Itigilov est un personnage important de la vie spirituelle en Russie. Il participe aux célébrations du Tricentenaire de la Maison des Romanov et inaugure le Gounzetchoïneï Datsan de Saint-Pétersbourg, premier temple bouddhiste dans la partie européenne de la Russie[réf. souhaitée] et premier en Europe. Le 19 mars 1917, le Tsar le décore de l'Ordre de Saint-Stanislas.
Pendant la Première Guerre mondiale, Itigilov préside la société des « Frères bouriates », une organisation aidant l'armée russe avec de l'argent, des provisions, des vêtements, et des médicaments. Il aide également à l'installation d'hôpitaux où des médecins-lamas portent assistance aux soldats blessés. Il est décoré de l'Ordre de Sainte-Anne pour ses activités caritatives.
En 1926, « la doctrine rouge venant de débarquer », Itigilov conseille aux moines de quitter la Russie, choisissant néanmoins pour sa part de rester sur place.
Un an après, à 75 ans, sentant sa mort venir, il demande aux lamas d'entreprendre des séances de méditation et des rites funéraires, mais ils refusent puisqu'il est encore en vie, aussi, se met-il seul à méditer. D'autres lamas se joignent à lui au fur et à mesure et bientôt il cesse de respirer.

## Testament
Itigilov laisse un testament demandant à être enterré à l’heure de sa mort en position du lotus. Selon ses souhaits, son corps est mis dans une boîte de pin et enterré dans un bumkhan (cimetière réservé aux lamas) de la localité de Khukhe-Zurkhen (« cœur bleu-foncé » en langue bouriate). Une des clauses du testament stipule qu'il doit être exhumé plusieurs années après sa mort par d’autres moines ; elle est interprétée par des croyants comme une assurance de l'incorruptibilité du cadavre d'Itigilov.
En 1955 et en 1973, sa dépouille est examinée par des moines qui s'étonnent de n'observer aucun signe de détérioration physique. Pour garder le corps en bon état, ils mettent du sel dans le cercueil en bois, et l'enterrent à nouveau. Ils préfèrent ne rien divulguer aux autorités athées de la Russie communiste, et le corps demeure in situ jusqu'en 2002, lorsqu'un jeune lama, Bimba Dorjiev, décide d'aller trouver un vieil homme de 88 ans qui avait vu le corps exhumé d'Itilgov et qui pourrait lui indiquer où se trouve le lama.
Le 11 septembre 2002, sa dépouille est exhumée une nouvelle fois, en présence d'un photographe, d'experts et des chefs du Sangha bouddhiste russe. Elle est transférée au Datsan d'Ivolguinsk (aujourd'hui une résidence de Hambo Lama) où elle est examinée de manière approfondie par des moines, des scientifiques et des pathologistes. Le rapport officiel mentionne que le corps est « dans l’état de quelqu'un qui est mort il y a 36 heures », très bien préservé, sans aucun signe de détérioration ; les muscles n'ont pas fondu, les membres ne sont pas raides et la peau est encore souple.
Le corps d'Itigilov n'a jamais été embaumé ou momifié. On prétend[Qui ?] que son cadavre saigne toujours s'il est blessé. Les moines l’approchent comme une personne vivante et lui serrent la main. Quelques croyants fervents prétendent même qu'Itigilov est encore vivant, mais immergé dans une sorte d’hibernation ou de Nirvāna. Selon certaines croyances bouddhistes, seuls les maîtres les plus avancés peuvent tomber dans un état particulier avant la mort et se purifier de sorte que le corps mort ne se dégrade pas. Quelques scientifiques expliquent l'état du corps d'Itigilov par des quantités anormales de brome découvertes dans les tissus et les muscles.[réf. nécessaire]
Le 23 avril 2003, la conférence des bouddhistes russes a déclaré le corps de Dachi-Dorjo Itigilov relique du bouddhisme russe ; à cette occasion, a été posée la première pierre d’un nouveau temple consacré au célèbre lama, le Itigel Khambyn Ordon.
En 2005, le corps d'Itigilov a été gardé dehors, en contact avec d'autres, sans le préserver des variations de température ou d’humidité.
L'avis de Vladislav L. Kozeltsev, « expert » du centre des technologies bio-médicales responsable du corps de Lénine (décédé en 1924) exposé sur la Place Rouge à Moscou. « Le sel dans le cercueil peut avoir ralenti le processus de dégradation du corps, mais ne peut pas, seul, expliquer la préservation du lama. D'autres facteurs pourraient inclure le sol et la condition du cercueil ». Il dit aussi qu'Itigilov souffrirait d'un défaut du gène à l'origine de la décomposition de la structure cellulaire du corps après sa mort. Il ajoute : « vous ne pouvez pas exclure certains processus secrets de l'embaumement ».